# Bartholomäuskirche (Oberschützen)

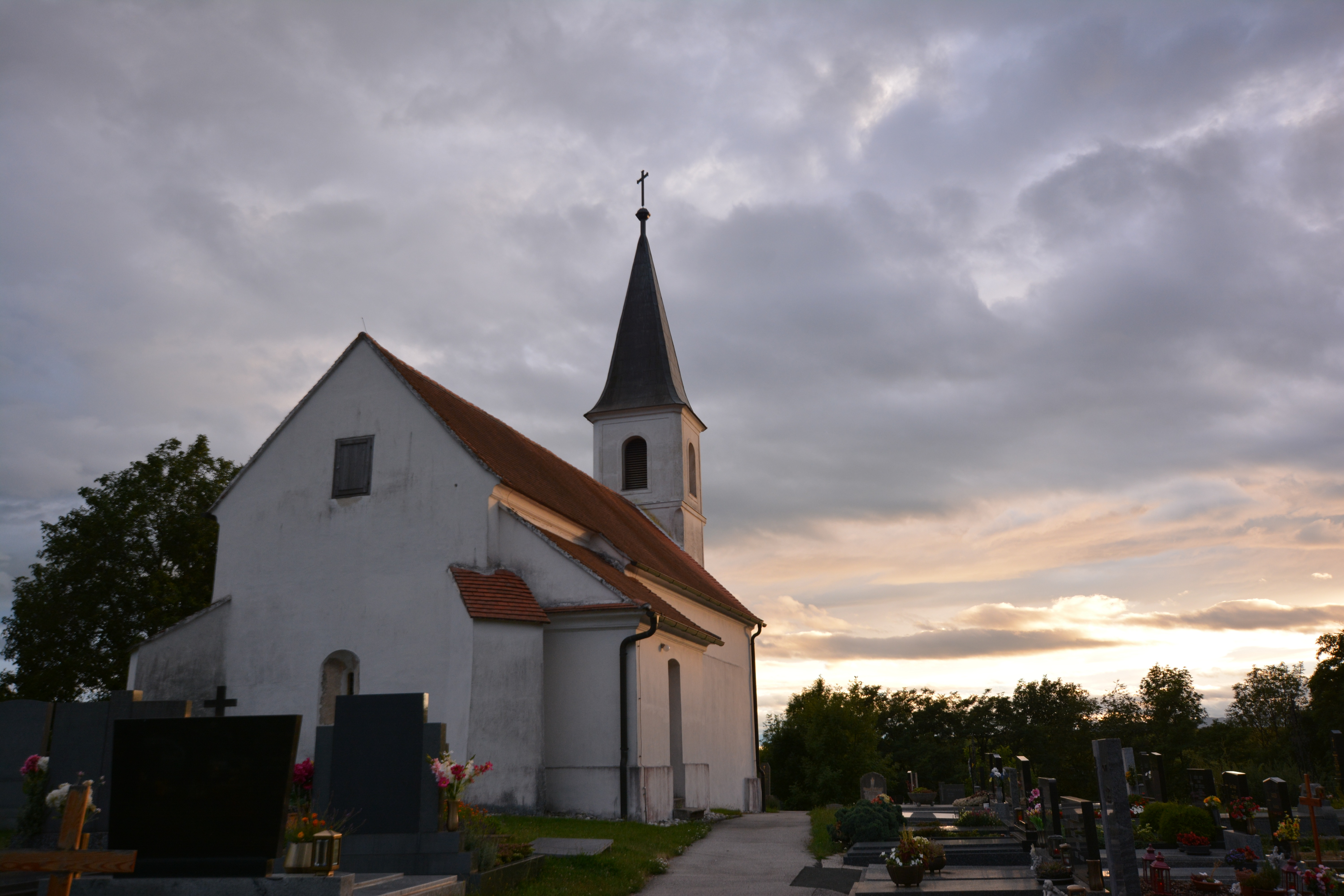
Katholische Filialkirche hl. Bartholomäus in Oberschützen

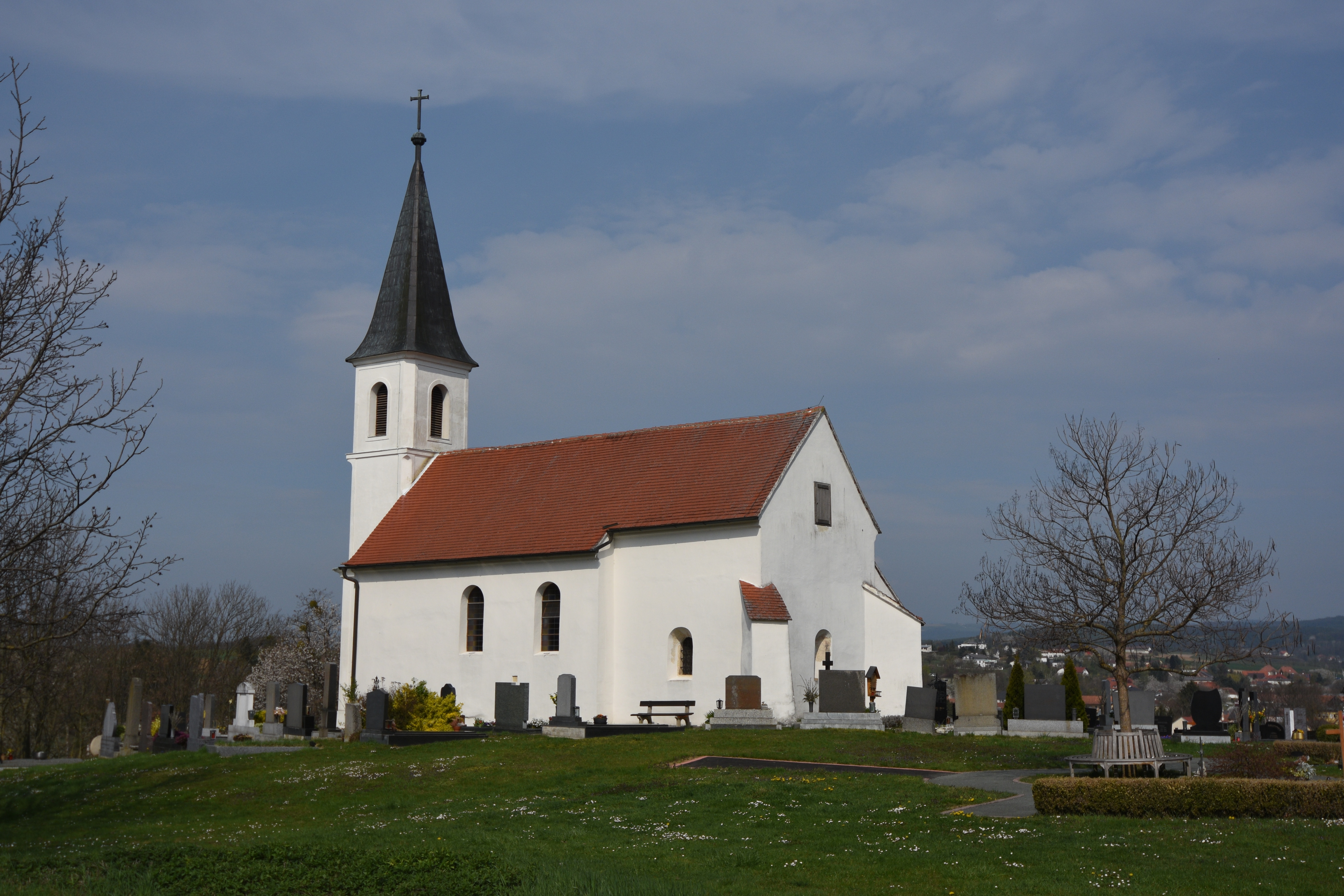
Blick von Südosten

Die römisch-katholische Filialkirche hl. Bartholomäus steht auf einer Anhöhe am südlichen Ortsausgang von Oberschützen im Burgenland im Bezirk Oberwart in Österreich. Die dem heiligen Bartholomäus geweihte Filialkirche der Pfarre Bad Tatzmannsdorf gehört zum Dekanat Pinkafeld in der Diözese Eisenstadt. Die im Kern romanische Kirche steht unter Denkmalschutz.

## Geschichte
Im Kern ist der romanische Kirchenbau aus dem 13. Jahrhundert (wohl zwischen 1200 und 1280) erhalten. Um die Mitte des 15. Jahrhunderts wurden das aufgehende Mauerwerk des Altarraums und die Wandmalereien im Altarraum umgestaltet. Die bei archäologischen Untersuchungen gemachten Funde belegen Bestattungen im Innenbereich der Kirche nach deren Zerstörung im Jahr 1532. Der Kirchenbau stand zudem längere Zeit ohne Dach da. Dies lässt sich anhand der gefundenen Reste von Baumwuchs im Kircheninneren nachweisen und spricht für eine längere Zeit nicht sakral genutzter Ruinensituation.
Im Jahr 1709 wurde die Kirche renoviert und im Jahr 1717 musste die Glocke eingeschmolzen und neu gegossen werden (Me fecit Nicolaus de Löwenberg Neostadii 1717).
1820 erfolgte eine Innenrestaurierung, 1833 wurden das Dach und der Turm restauriert, und 1843/1845 und 1864 erfolgten weitere Restaurierungen.
1902 erfolgte der Neubau des Turmes und der Anbau der Sakristei. Nachdem im Jahr 1960 die Barockisierungen entfernt und das Kirchenschiff erhöht worden war, erhielt die Kirche eine neue Einrichtung.
Zwischen 1983 und 1990 erfolgte die Freilegung der 1979 entdeckten Fresken. Diese sind wohl zwischen 1280 und 1290, jene im Chor um 1400, angebracht worden.

## Architektur
Der kleine Kirchenbau hat ein Langhaus, einen eingezogenen quadratischen Chor und einen vorgebauten Westturm. An den Ecken des Chores stehen Strebepfeiler. Es gibt zwei romanische Fenster aus dem 13. Jahrhundert, von denen nur das östliche ein Schlitzfenster ist.
Der Chor hat ein Kreuzgratgewölbe. Die Nordwand des Chores beinhaltet eine ehemalige Sakramentsnische. Dies lässt auf eine vorreformatorische Pfarrkirche schließen. Dafür spricht auch die Tatsache, dass es unterhalb der Kirche ein Pfarrhaus gegeben hat.
|  |  |

## Ausstattung
Die Inschrift der einzigen Glocke verweist auf Nicolaus Löw de Löwenberg, Wiener Neustadt 1717. Im vorderen Teil des Kirchenschiffes steht ein gotischer Taufbrunnen.
Die erhaltenen Epitaphe in der Kirche nennen Eleonora Isabella von Samitz, gestorben 1716, und Georg Friedrich Freiherr von Preinberg, gestorben 1726.
Der Grabstein der Eleonora Isabella von Samitz hat eine Breite von 98 cm und enthält zwei Wappendarstellungen. Die Inschrift zitiert zwei Bibeltexte, oben Johannes 14,13  und unten Johannes 11,25 .
Das Epitaph des Georg Friedrich Freiherr von Preinberg hat eine Breite von 92,3 cm, ihr Rand ist oben 4,5 cm breit, unten 3,3 cm. Die Buchstabenhöhe beträgt 5 cm und bei den herausgehobenen Buchstaben 7 cm. Zwischen der oberen und der unteren Kartusche ist eine Wappendarstellung angebracht. Im Inschriftentext werden zwei Bibelstellen zitiert, oben Hiob 19,25  und unten 2 Tim 4,7 .
Die erhaltenen Epitaphe an der Südwand nennen Eleonora Isabella von Samitz, gestorben 1716, und Georg Friedrich Freiherr von Preinberg, gestorben 1726.
|  | Offenbarung Joh: 14. V 13 Selig sind die Todten die in dem Herrn sterben von nun an. Ja der Geist spricht, daß sie ruhen vo(n) ihrer Arbeit, den(n) ihre Wercke folge(n) ihnen nach. Bey diesen Grab-Stein ruhet die Hochwohlge bohrne Frau Frau ELEONORA ISABELLA, Dei Weÿl- Wohlgebohrnen Herrn Herrn Balthasar Christoph von Samitz auf Steineck und Michelsdorff, hinter laßene Frau Wittib, eine gebohrne Leyßerin Freyherrin welche den 19. NOVEMB. 1716 in Tormanstorff Ich- res Alters 61 Jahr, selig verschieden. Gott verleyhe Ihr am Jüngsten Tag eine fröliche Auf- erstehung Zum ewigen Leben! Johannis ii. V. 25. Ich bin die Auferstehung und das Le- ben, wer an mich glaubet, der wird leben, ob er gleich stürbe. |

|  | Hiob 19. V. 25. Ich weiß daß mein Erlöser lebet. Hier ruhet Der Weÿl. Hoch. und Wohlgebohrne Herr Herr Georg Friderich Freÿherr von Preinberg welchem Nach deme Er einen guten Kamvff gekämvffet den Lauff vollendet und Glauben bekennet nach erreichten 71 sten Jahr und 9 Tag seines Alters ANNO 1726 den 30 NOVEM. in Jor- mersdorf beÿgeleget worden die Crone der Gerechtigkeit Timoth. 4. V. 7. |